# 22611 Galerkin
22611 Galerkin è un asteroide della fascia principale. Scoperto nel 1998, presenta un'orbita caratterizzata da un semiasse maggiore pari a 2,5404618 UA e da un'eccentricità di 0,1301395, inclinata di 0,99501° rispetto all'eclittica.